# Ferrán Fernández
Ferran Fernández (n. Barcelona; 1956) es un profesor de la Universidad de Málaga.

## Trayectoria
Imparte clases en la Facultad de Ciencias de la Comunicación, en las licenciaturas de Periodismo, Comunicación Audiovisual y Publicidad y Relaciones Públicas.
Fundó la editorial Luces de Gálibo y es también diseñador gráfico (https://www.diariosur.es/universidad/201502/14/ferran-fernandez-panico-cultura-20150213211635.html (enlace roto disponible en Internet Archive; véase el historial, la primera versión y la última).).